# Ацалан (муниципалитет)
Ацалан (исп. Atzalan) — муниципалитет в Мексике, штат Веракрус, расположен в регионе Наутла. Административный центр — город Ацалан.